# 足に触った幸運
『足に触つた幸運』（あしにさわったこううん）は、1930年（昭和5年）10月3日公開の日本映画である。松竹キネマ製作・配給。監督は小津安二郎。モノクロ、スタンダード、サイレント、74分。
サラリーマンの悲喜劇を描いた作品で、野田高梧がシナリオを書き下ろした。タイトルは阿部豊監督の『足にさはった女』からきている。初回興行は帝国館。シナリオは現存しており、1993年（平成5年）刊行の『小津安二郎作品集 1』（井上和男編、立風書房）および、2003年（平成15年）刊行の『小津安二郎全集 上』（井上和男編、新書館）に収録されているが、ネガ原版・上映用フィルムは現存されていない。

## あらすじ
サラリーマンの古川貢太郎は通勤途中に新聞紙に包まれた4,000円の大金を拾い、交番に届ける。その後、落とし主である久保井がお礼として500円を古川に支払った。そのことが会社中に知られ、古川は同僚にたかられるはめに陥る。

## スタッフ
- 監督：小津安二郎
- 原作・脚色：野田高梧
- 撮影：茂原英雄

## キャスト

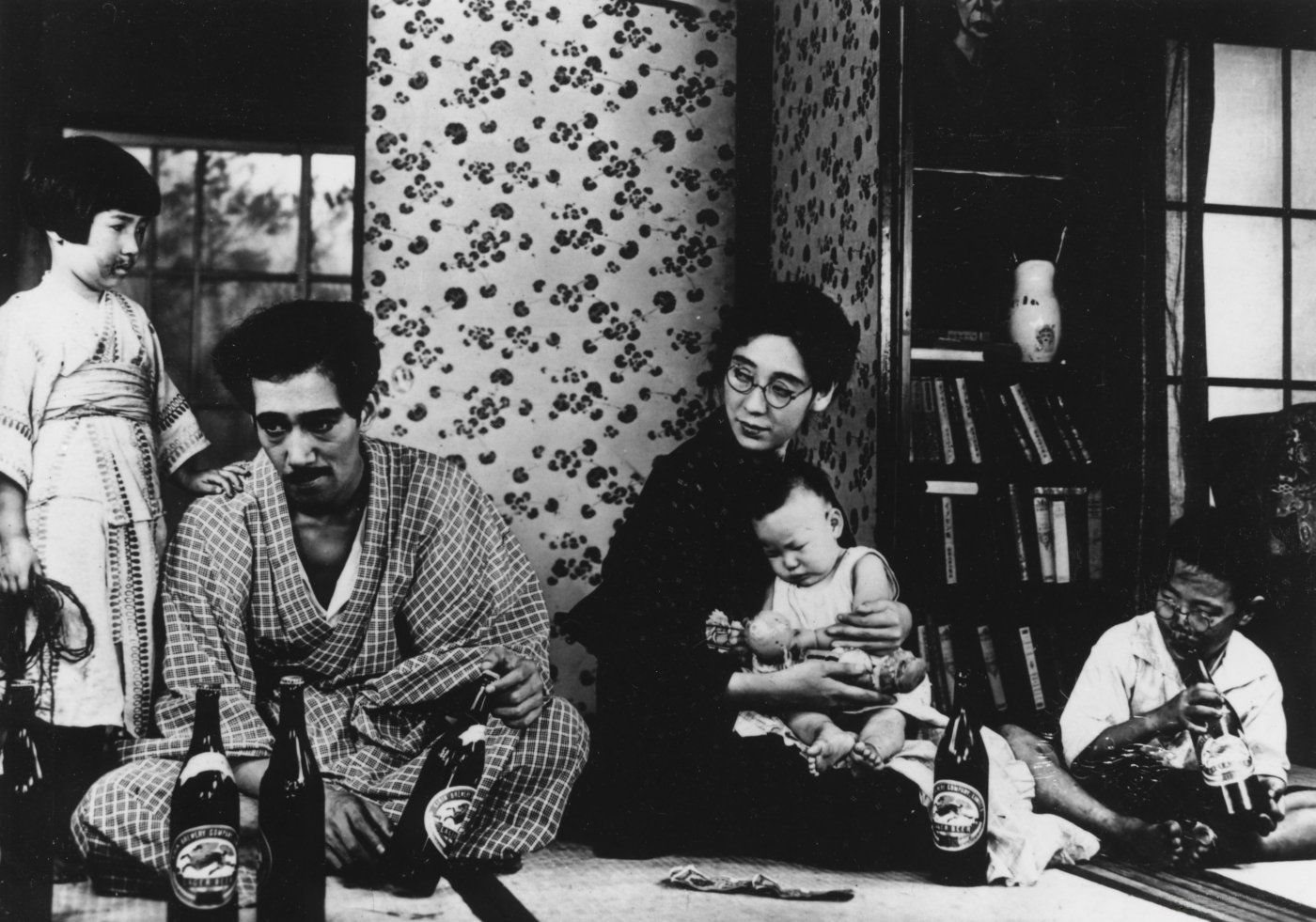
左から市村美津子、斎藤達雄、吉川満子、青木富夫。

- 古川貢太郎：斎藤達雄
- 妻俊子：吉川満子
- 長男：青木富夫
- 長女：市村美津子
- 吉村老人：関時男
- 山野：毛利輝夫
- 大井：月田一郎
- 課長：阪本武
- 久保井：大国一郎